# Lone Mountain

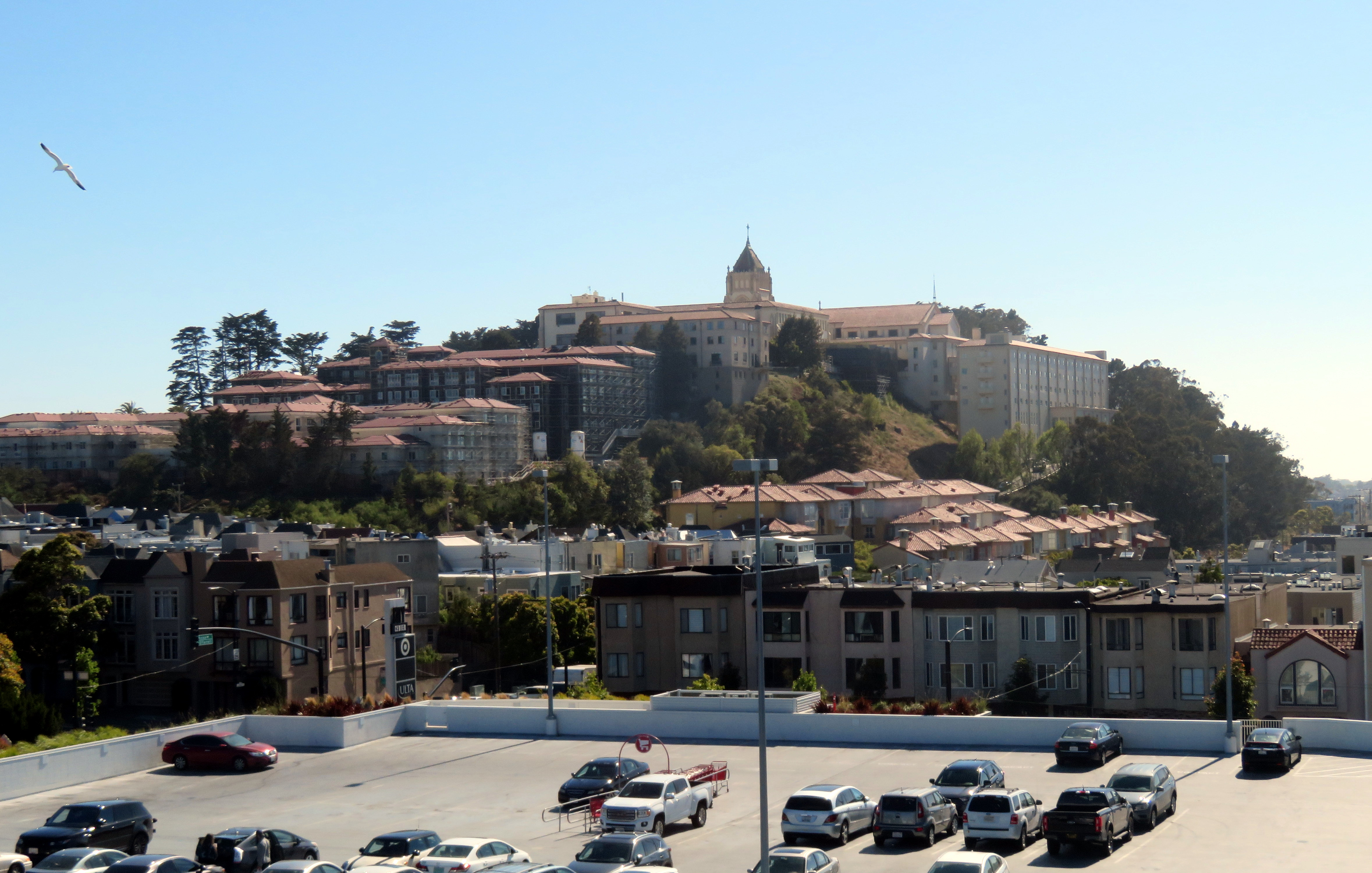
Lone Mountain – widok z północnego wschodu (2020)

Lone Mountain – dzielnica i historyczne wzgórze w zachodnio-centralnej części San Francisco w Kalifornii. Obaszar ten jest obecnie częścią głównego kampusu University of San Francisco. W przeszłości na tym terenie znajdował się Lone Mountain Cemetery, który obejmował cmentarze Laurel Hill, Calvary, Masonic i Odd Fellows.
Kompleks cmentarzy funkcjonował od połowy XIX wieku do początków XX wieku, kiedy został zlikwidowany.

## Historia
Lone Mountain to historyczne wzgórze i dzielnica w zachodnio-centralnej części San Francisco, które odegrało kluczową rolę w historii miasta. Początkowo, ze względu na swoją izolacje, wzgórze otrzymało nazwę Lone Mountain.
W 1850 roku, podczas gorączki złota, Lone Mountain wybrano na nowe miejsce pochówku, co było odpowiedzią na rosnące problemy związane z pochówkami w rozwijającym się mieście. W 1854 roku teren o powierzchni 160 akrów został oficjalnie poświęcony jako Lone Mountain Cemetery, później przemianowany na Laurel Hill Cemetery. W 1860 roku wzgórze stało się również miejscem nowego cmentarza Calvary, założonego przez arcybiskupa Josepha Alemany'ego w imieniu Kościoła katolickiego, co dodatkowo umocniło jego znaczenie jako miejsca pamięci.
W miarę jak San Francisco się rozwijało, Lone Mountain przekształcało się z miejsca cichej zadumy w obszar tętniący życiem. Wznoszono domy, powstawały drogi i parki, a cmentarze zaczęły być stopniowo zamykane. Ostatecznie większość cmentarzy została przeniesiona, a teren, niegdyś pełen białych nagrobków, stał się świadectwem dawnej epoki. Pomimo tych zmian Lone Mountain pozostaje symbolem przeszłości miasta, choć współcześnie pełni bardziej funkcję historycznego reliktu niż aktywnego miejsca pochówku.
Ostatni drewniany krzyż został zdemontowany z wierzchołka Lone Mountain w 1930 roku. W 1932 roku rozpoczęto budowę budynku w stylu hiszpańskiego gotyku dla San Francisco College dla kobiet Sióstr Najświętszych Serc Jezusa i Maryi (obecnie Lone Mountain College). Przy wejściu od strony Turk Street znajduje się okazała ogrodowa klatka schodowa, nazywana „Hiszpańskimi Schodami”, na wzór tych w Rzymie. W 1978 roku nieruchomość została przejęta przez University of San Francisco jako rozszerzenie kampusu sąsiadującego z kościołem św. Ignacego.

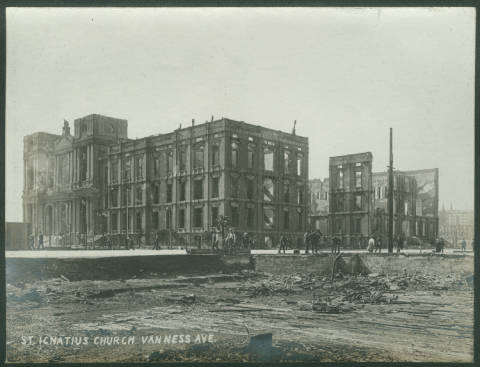
Kościół po pożarze w 1906 roku

Po zniszczeniu trzeciego kościoła św. Ignacego przy Hayes i Van Ness w pożarze wywołanym przez trzęsienie ziemi w 1906 roku, rozpoczęto budowę nowej świątyni na terenie dawnego cmentarza masońskiego przy ulicach Parker i Fulton. Budowla w stylu neobarokowym powstała w latach 1910–1914. Kościół, który po ukończeniu osiągnął wysokość 230 stóp, (około 70 metrów) był wówczas najwyższym budynkiem w San Francisco. W jego konstrukcji zastosowano metalową strukturę nośną, co czyniło go pierwszym kościołem w pełni opartym na takim rozwiązaniu. W budynku znajduje się 128 okien w clerestorium. Dzwon ważący blisko 6000 funtów, który znajdował się w kampanili, został ocalony ze spalonego kościoła przy Hayes i Van Ness.